# Dueodde (plaats)

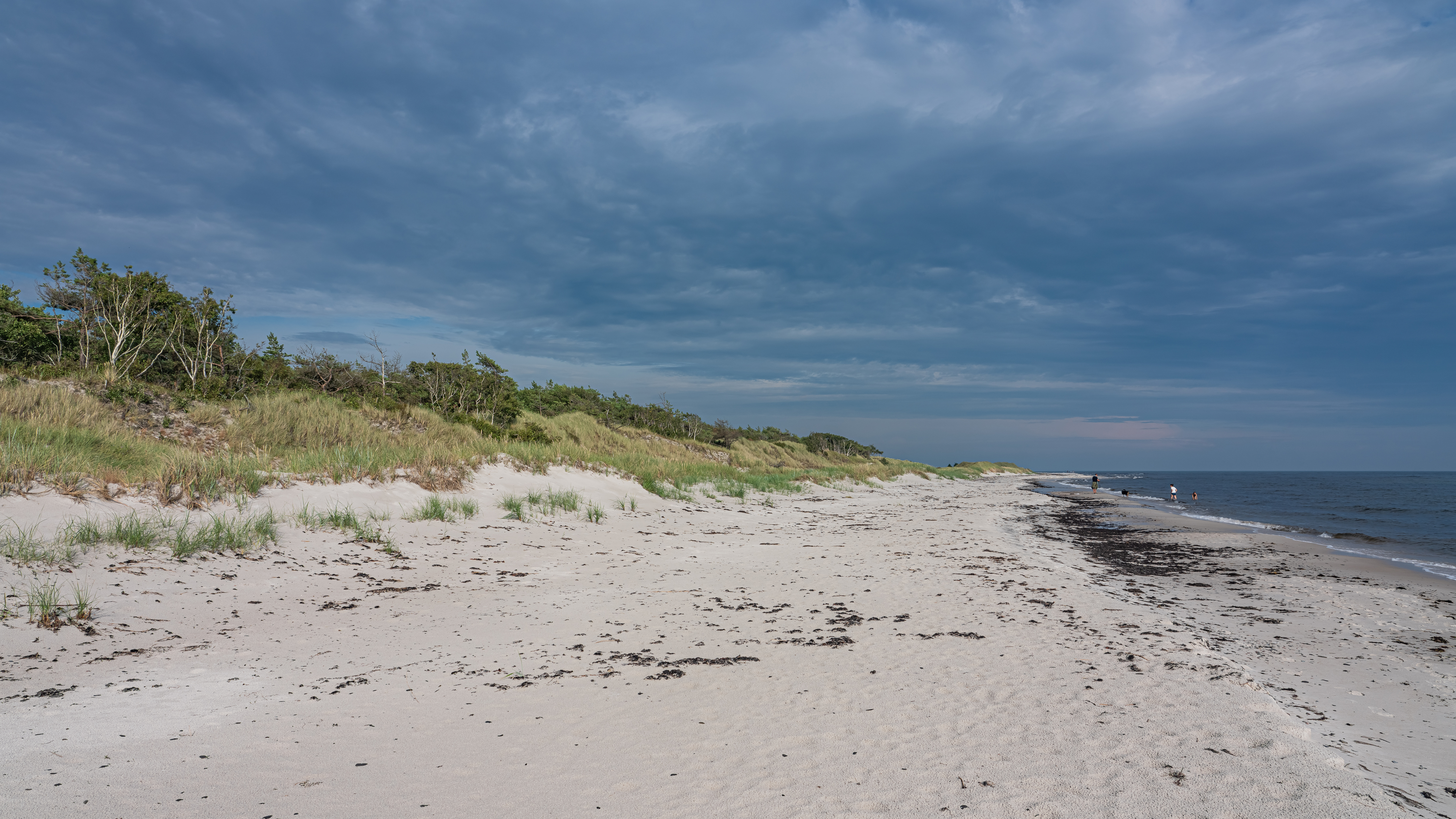
Dueodde strand op Bornholms zuidoostelijke punt.

Dueodde is de zuidoostelijke punt van het eiland Bornholm. De uitgang "odde" kan worden vertaald met "landengte" of "landpunt". Zo heet het noordwestelijk punt van Bornholm Hammerodde.
Dueodde ligt in de gemeente BRK (Bornholms Regions Kommune en was tot voor kort ingedeeld in de voormalige gemeente Nexø. Ten noorden van Dueodde ligt het dorp Snogebæk. Ten westen liggen de gehuchtjes Øster Sømarken en Vester Sømarken. Het zand van dit strand en haar duinen staan bekend als stuifzand vanwege de zeer fijnkorrelige structuur en was uitermate geschikt voor zandlopers. Ook in de inktindustrie werd het zand gebruikt in de periode dat men nog met pen en inkt schreef.
Bij het strand staat ook het Dueodde Fyr. Deze vuurtoren is 48 meter hoog en werd in 1960 in gebruik genomen ter vervanging van de ernaast staande kleinere oude vuurtoren.

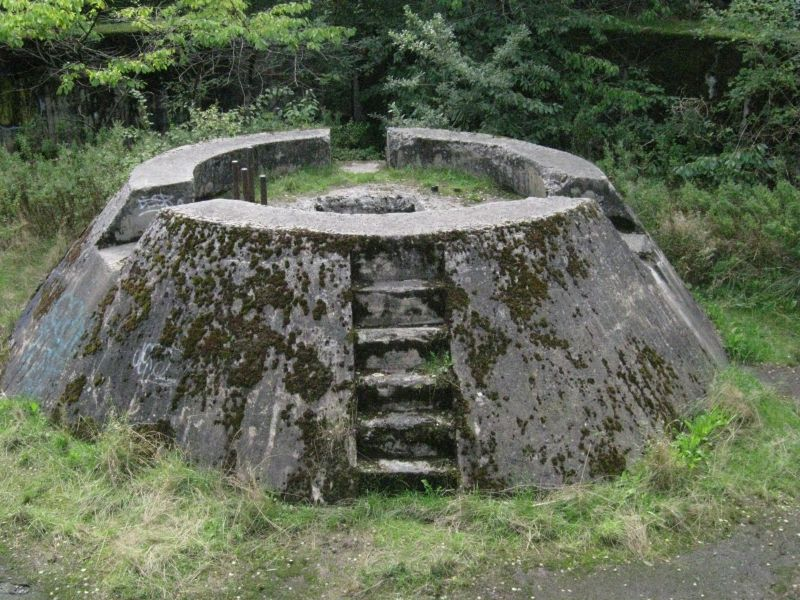
Bunker Batterie Bornholm Süd

In de Tweede Wereldoorlog werden door de Duitse bezetter hier vier kanon-bunkers gepland, maar er werden er slechts twee gebouwd. De resten ervan zijn deels overwoekerd, maar nog duidelijk zichtbaar aan beide zijden van Skrokkegårdsvej. Deze bunkers werden gebouwd vanaf 24 november 1940 en werden opgeleverd in juni 1941 en waren bedoeld om het gebied tussen Bornholm en de Duitse kust in de Oostzee te kunnen bewaken. In verband hiermee waren er ook soortgelijke bunkers op de Duitse kust tegenover Bornholm gepland. Ze werden echter nimmer in gebruik genomen aangezien de ministeries en verschillende afdelingen het niet eens konden worden. De voor Bornholm bestemde kanonnen eindigden later in Hanstholm en het bunkerproject werd verlaten.
Steden: Aakirkeby · Allinge-Sandvig · Hasle · Nexø · Rønne

Dorpen: Aarsdale · Balka · Gudhjem · Klemensker · Listed · Lobbæk · Nyker · Nylars · Østerlars · Østemarie · Pedersker · Snogebæk · Sorthat-Muleby · Svaneke · Tejn · Vestermarie

Buurtschappen: Arnager · Årsballe · Boderne · Bodilsker · Bølshavn · Dueodde · Helligpeder · Ibsker · Knudsker · Melsted · Olsker · Poulsker · Rø · Rutsker · Sandkås · Smørenge · Stenseby · Teglkås · Vang

Omgeving op en nabij Bornholm: Almindingen · Christiansø · Døndalen · Ekkodalen · Ertholmene · Frederiksø · Gryet · Hammeren · Paradisbakkerne · Rytterknægten · Stammershalle · Troldeskoven